# 7125 Eitarodate
A 7125 Eitarodate (ideiglenes jelöléssel 1991 CN1) a Naprendszer kisbolygóövében található aszteroida. Tsutomu Seki fedezte fel 1991. február 7-én.